# Championnats d'Afrique de tennis de table 2010
Navigation
Championnats d'Afrique 2008 Championnats d'Afrique 2012
Les Championnats d'Afrique de tennis de table 2010 ont lieu du 22 au 28 novembre 2010 à Yaoundé au Cameroun,,

## Médaillés
| Épreuves | Or                                                                                      | Argent                                                                            | Bronze                                                                                     |
| -------- | --------------------------------------------------------------------------------------- | --------------------------------------------------------------------------------- | ------------------------------------------------------------------------------------------ |
| Hommes   |                                                                                         |                                                                                   |                                                                                            |
| Simple   | Ahmed Saleh (en)                                                                        | Omar Assar                                                                        | El-Sayed Lashin (en)                                                                       |
| Simple   | Ahmed Saleh (en)                                                                        | Omar Assar                                                                        | Quadri Aruna                                                                               |
| Double   | Omar Assar Emad Moselhy                                                                 | Ahmed Saleh (en) El-Sayed Lashin (en)                                             | Quadri Aruna Ganiyu Ashimiyu                                                               |
| Double   | Omar Assar Emad Moselhy                                                                 | Ahmed Saleh (en) El-Sayed Lashin (en)                                             | Shane Overmeyer Luke Abrahams                                                              |
| Équipe'  | Égypte Omar Assar El-Sayed Lashin (en) Emad Moselhy Ahmed Saleh (en)                    | Nigeria Bode Abiodun Quadri Aruna Ganiyu Ashimiyu Olanrewaju Jegede Jide Ogidiolu | République du Congo Christ Bienatiki Saheed Idowu Abiodun Lawal Pachalin Nzoli Suraju Saka |
| Équipe'  | Égypte Omar Assar El-Sayed Lashin (en) Emad Moselhy Ahmed Saleh (en)                    | Nigeria Bode Abiodun Quadri Aruna Ganiyu Ashimiyu Olanrewaju Jegede Jide Ogidiolu | Afrique du Sud Luke Abrahams Cody Meyer Shane Overmeyer                                    |
| 'Femmes  |                                                                                         |                                                                                   |                                                                                            |
| Simple   | Sarah Hanffou                                                                           | Offiong Edem (en)                                                                 | Rashidat Ogundele                                                                          |
| Simple   | Sarah Hanffou                                                                           | Offiong Edem (en)                                                                 | Halima Hussain                                                                             |
| Double   | Nadeen El-Dawlatly Sara El-Sokary                                                       | Sara Hassan Reem El-Shobary                                                       | Offiong Edem (en) Janet Effiom                                                             |
| Double   | Nadeen El-Dawlatly Sara El-Sokary                                                       | Sara Hassan Reem El-Shobary                                                       | Han Xing Onyinyechi Nwachukwu                                                              |
| Équipe   | Nigeria Offiong Edem (en) Janet Effiom Halima Hussain Ganiat Ogundele Rashidat Ogundele | Égypte Nadeen El-Dawlatly Reem El-Shobary Sara El-Sokary Sara Hassan              | République du Congo Han Xing Joli Mafuta Onyinyechi Nwachukwu Sabine Yako                  |
| Équipe   | Nigeria Offiong Edem (en) Janet Effiom Halima Hussain Ganiat Ogundele Rashidat Ogundele | Égypte Nadeen El-Dawlatly Reem El-Shobary Sara El-Sokary Sara Hassan              | Cameroun Lynthia Ateh Tabueor Yvette Ella Essebe Sarah Hanffou Ejoh Njeck Tayim Mercy      |
| Mixte    |                                                                                         |                                                                                   |                                                                                            |
| Double   | Suraju Saka Han Xing                                                                    | El-Sayed Lashin (en) Nadeen El-Dawlatly                                           | Jide Ogidiolu Halima Hussain                                                               |
| Double   | Suraju Saka Han Xing                                                                    | El-Sayed Lashin (en) Nadeen El-Dawlatly                                           | Quadri Aruna Offiong Edem (en)                                                             |